# Grey Goose
Pour les articles homonymes, voir Grey.
Grey Goose est une marque de vodka conditionnée depuis 1997 à Gensac-la-Pallue, en France, pour le compte du groupe Bacardi (depuis 2004). L'alcool de haute qualité utilisé est depuis 2010 distillé à partir de blé par la distillerie de la vallée de l'Oise à Origny-Sainte-Benoite dans l'Aisne, après celui élaboré – également à partir de blé – par la distillerie Brie-Champagne-Ethanol à Provins, en Seine-et-Marne.

## Historique
La vodka Grey Goose a été élaborée comme un produit de luxe par le milliardaire américain Sidney Frank, qui voulait capitaliser sur le prestige de l'image française. Élaborée par François Thibault (auparavant maître de chai chez H. Mounier) à Gensac-la-Pallue, une ville traditionnellement associée aux eaux-de-vie haut-de-gamme, elle utilise exclusivement du blé d'hiver cultivé en Picardie, et diluée à de l'eau de source de Gensac-la-Pallue filtrée à travers les calcaires de Grande-Champagne.
Commercialisée à partir de 1997 en reposant sur le réseau de distribution que Frank a perfectionné pour la liqueur allemande Jägermeister qu'il a rachetée en 1974, la vodka obtient un succès immédiat aux États-Unis où le plus gros de la production est exporté, en grande partie grâce à une stratégie de marketing agressive qui employa des jeunes femmes pour démarcher les boîtes de nuit et bars.
La Grey Goose vise le marché haut-de-gamme, et ses ventes atteignent 1,4 million de caisses par an en 2003, derrière les leaders Absolut et Smirnoff (respectivement 4,5 et 7 millions en 2003).
En 2004, Sidney Frank vend Grey Goose au groupe Bacardi pour une somme estimée à 2 milliards de dollars US, permettant à l'acquéreur de combler une lacune dans son portefeuille de spiritueux (la vodka Türi du groupe, lancée en 2002, n'eut pas le succès escompté).
La marque est aussi partenaire des seuls bars de glace de Paris et Saint-Tropez, "the Ice KUBE by Grey Goose", au sein des "KUBE Hotel".

## Caractéristiques

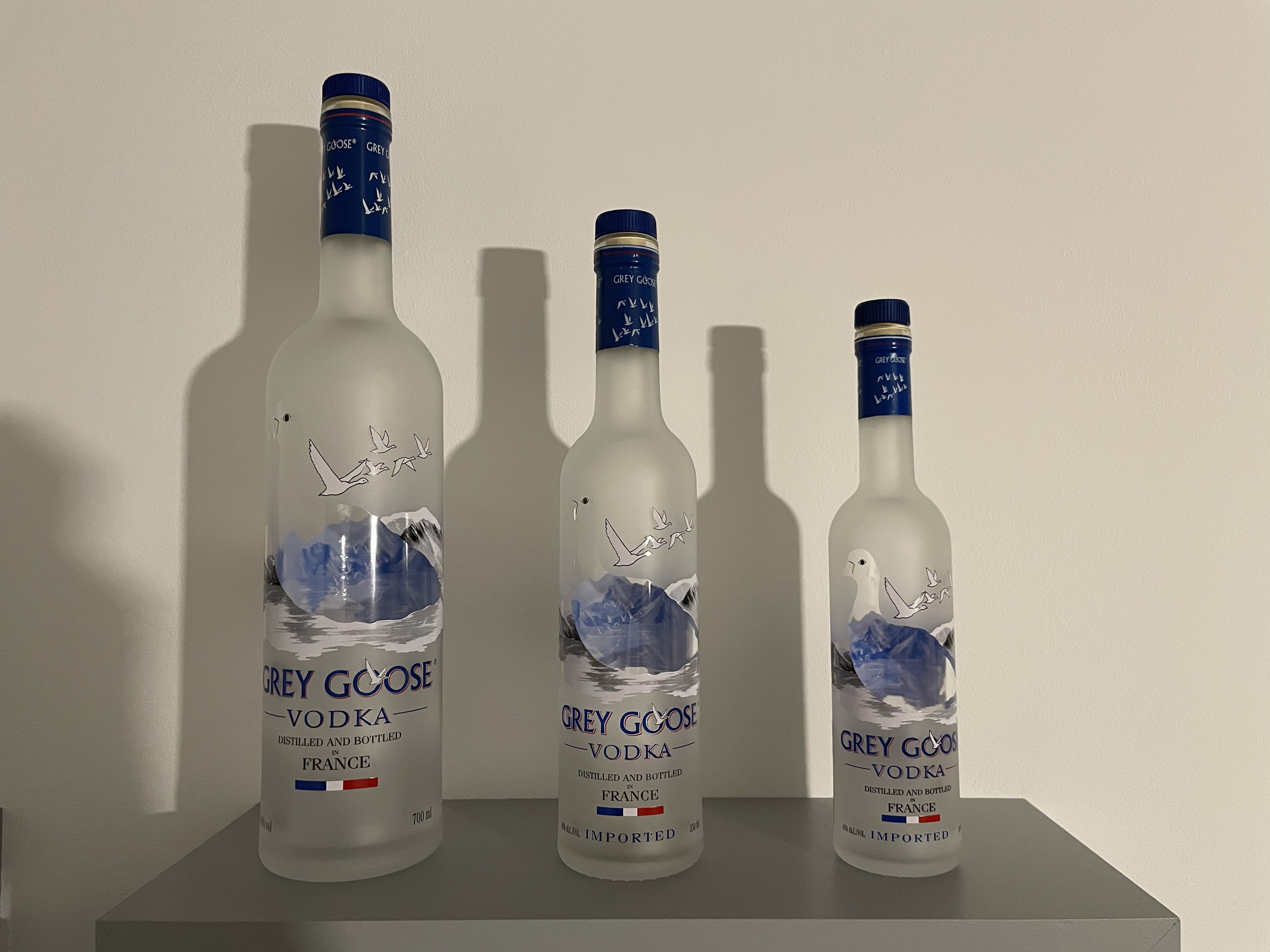
Trois bouteilles de Grey Goose.

Fabriquée à l'usine Saverglass d'Arques en France, la bouteille dans laquelle la vodka est vendue porte un bandeau tricolore et la mention « France » rappelant l'origine de la boisson.
La vodka Grey Goose est commercialisée en plusieurs volumes. Au-delà de la bouteille de 700 ml, elle existe aussi en 5 cl, 200 ml, 375 ml, 500 ml, 700 ml, 1 litre, 1.50 litre, 1.75 litre, 3 litres, 4,5 litres et 6 litres .
Le produit est aussi décliné en sept versions aromatisées : Le Melon, Cherry Noir, La Poire, L'Orange, Le Citron, la VX aromatisée au Cognac et La Vanille.  
Depuis 2021, Grey Goose commercialise aux États-Unis la gamme "Essences", une gamme aromatisée moins alcoolisée confectionnée à partir de vodka Grey Goose infusée avec des fruits et des plantes distillées à froid. Trois parfums sont proposés : fraise-citronnelle, pêche blanche-romarin et pastèque-basilic.